# Dániel Angyal
Dániel Angyal, född 29 mars 1992 i Budapest, är en ungersk vattenpolospelare.
Angyal var med när Ungern tog EM-guld i Budapest 2020. Ungern vann i finalen mot Spanien med 14-13 och Angyal gjorde ett av Ungerns mål i finalmatchen. Han ingick sedan i det ungerska landslag som tog brons i vattenpoloturneringen vid olympiska sommarspelen 2020.
Han var med när Ungerns herrlandslag i vattenpolo tog EM-silver i Split 2022. Ungern förlorade i finalen mot Kroatien.